# Elixoia subocellata
Elixoia subocellata là một loài bướm đêm trong họ Noctuidae.